# 拉斯帕爾馬斯灣

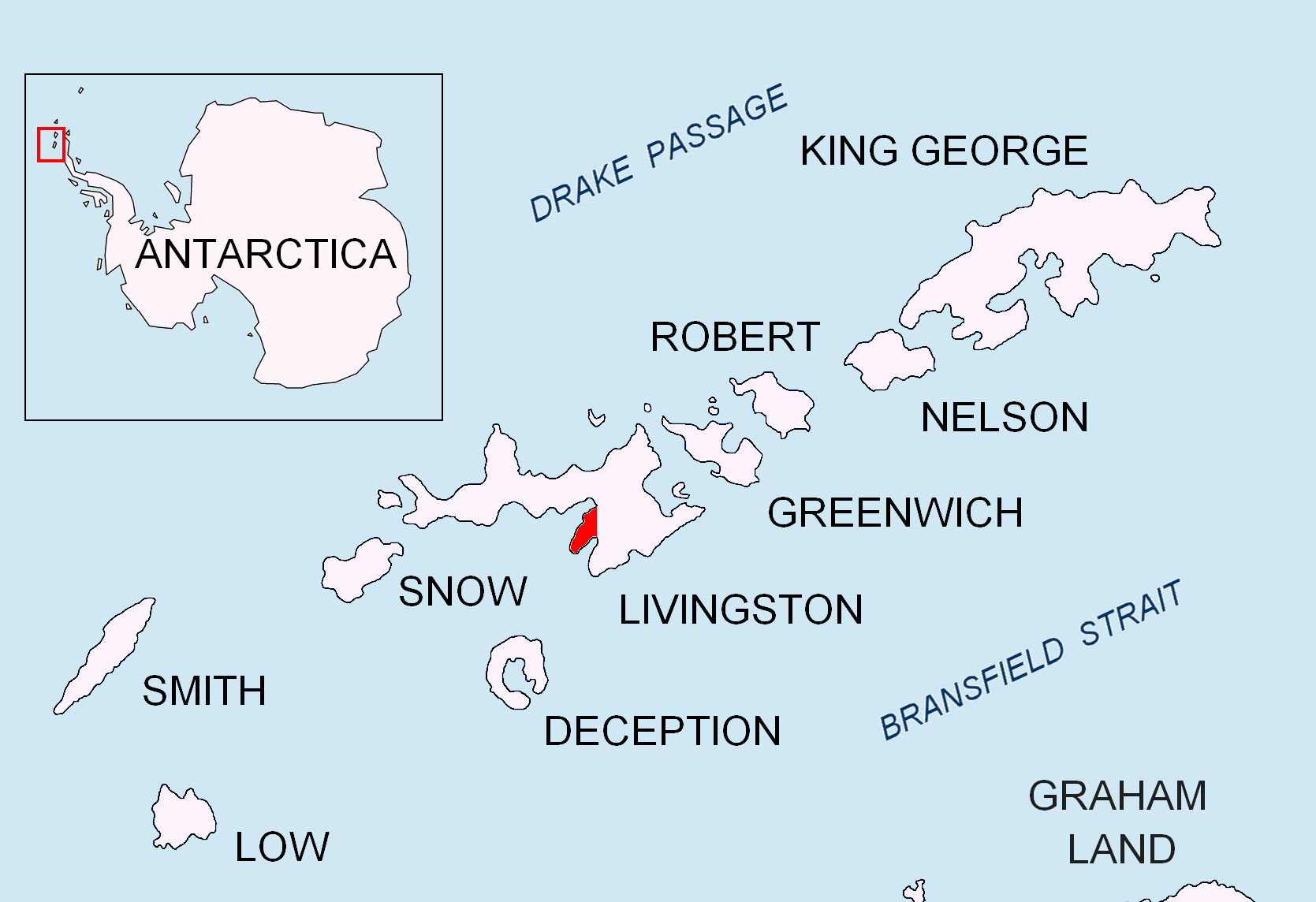

拉斯帕爾馬斯灣（英語：Las Palmas Cove），是南極洲的海灣，位於南設得蘭群島的利文斯頓島，處於赫斯佩里得斯角西南面4.84公里和米耶斯崖東北面4.32公里，寬1.97公里，現時由南極條約體系管理。